# 劉以節
劉以節（1524年—？），字叔度，廣東潮州府海陽縣人，民籍，明朝政治人物。

## 生平
嘉靖二十五年（1546年）丙午科廣東鄉試第七十名舉人。嘉靖三十二年（1553年）中式癸丑科會試第二百六十六名，三甲第一百九十八名進士。授武昌府推官，三十六年八月选授四川道試監察御史，三十七年二月實授，巡按应天，四十三年闰二月官至福建按察司副使。

## 家族
曾祖劉錫；祖父劉伯瑞；父劉璉。嫡母鄭氏；生母朱氏。慈侍下。